# Zagorica (Dobrepolje)
Zagorica (Duits: Sagoritz bei Gutenfeld) is een plaats in Slovenië en maakt deel uit van de gemeente Dobrepolje in de NUTS-3-regio Osrednjeslovenska. De plaats telde 210 inwoners op 1 januari 2020.